# Elishama
Elishama (en hébreu : אֱלִישָׁמָע) est un moshav situé dans le conseil régional de Drom HaSharon, dans le centre d'Israël, près des villes de Hod HaSharon et Kfar Saba. Il compte 1 210 habitants en 2017.

## Histoire
Le moshav est fondé en 1950 par des réfugiés juifs venus de Tripoli, en actuelle Libye. Il se trouve sur les terres de l'ancien village palestinien de Biyar 'Adas. Il est nommé d'après le personnage biblique d'Elishama ben Ammihoud, le dirigeant de la tribu d'Ephraïm (Nombres 10:22).